# 15 Aquilae
15 Aquilae è una stella gigante arancione di magnitudine 5,41 situata nella costellazione dell'Aquila. Dista 325 anni luce dal sistema solare.

## Osservazione
Si tratta di una stella situata nell'emisfero celeste australe, ma molto in prossimità dell'equatore celeste; ciò comporta che possa essere osservata da tutte le regioni abitate della Terra senza alcuna difficoltà e che sia invisibile soltanto molto oltre il circolo polare artico. Nell'emisfero sud invece appare circumpolare solo nelle aree più interne del continente antartico. La sua magnitudine pari a 5,4 fa sì che possa essere scorta solo con un cielo sufficientemente libero dagli effetti dell'inquinamento luminoso.
Il periodo migliore per la sua osservazione nel cielo serale ricade nei mesi compresi fra fine giugno e novembre; da entrambi gli emisferi il periodo di visibilità rimane indicativamente lo stesso, grazie alla posizione della stella non lontana dall'equatore celeste.

## Caratteristiche fisiche
La stella è una gigante arancione; possiede una magnitudine assoluta di 0,42 e la sua velocità radiale negativa indica che la stella si sta avvicinando al sistema solare.

## Sistema stellare
15 Aquilae è un sistema stellare formato da due componenti. La componente principale A è una stella di magnitudine 5,41. La componente B è una ipergigante arancione di magnitudine 7,2, separata da 38,4 secondi d'arco da A e con angolo di posizione di 209 gradi.